# Ольмо-Джентіле
Ольмо-Джентіле (італ. Olmo Gentile, п'єм. Orm) — муніципалітет в Італії, у регіоні П'ємонт,  провінція Асті.
Ольмо-Джентіле розташоване на відстані близько 460 км на північний захід від Рима, 70 км на південний схід від Турина, 35 км на південь від Асті.
Населення — 80 осіб (2014).

## Демографія
Населення за роками:

Станом на 1 січня 2023 року в муніципалітеті офіційно проживало 7 іноземців з 4 країн, серед них 3 громадяни країн Євросоюзу та 2 громадяни України.

## Сусідні муніципалітети
- Перлетто
- Роккаверано
- Сан-Джорджо-Скарампі
- Сероле